# 洋筆

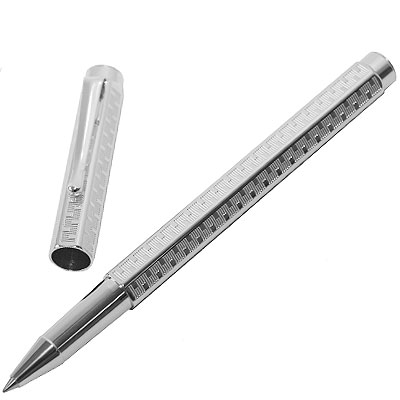
一支奢侈名笔

洋筆（英語：Pen）是一种较为常见的书写工具，现代的洋笔通常由安装在金属或塑料支架中的金属笔尖、笔球或尼龙笔尖将墨水涂在目标（通常是纸张）上以进行书写或绘图。早期的洋笔，如芦苇笔、羽毛笔、蘸水笔以及鸭嘴笔等，在笔尖上或小空隙或空腔中装有少量墨水，必须通过将笔尖浸入墨水池中定期重新蘸墨。如今，此类洋筆仅用于少数特殊用途，例如插图和书法。用于书写的芦苇笔、羽毛笔和蘸水笔已被圆珠笔、中性笔、钢笔和毡尖笔或陶瓷笔所取代。用于技术绘图和制图的标尺笔已被快速记录仪等技术笔所取代。所有这些现代洋筆都包含内部储墨器，因此在书写时不需要将其浸入墨水中。